# This Is It (trasa koncertowa)
This Is It – planowana i przygotowywana trasa koncertowa Michaela Jacksona składającą się z 50 występów w londyńskiej O2 Arena (Londyn). Zanim jednak odbył się pierwszy koncert, Michael Jackson zmarł.
Miała być największą trasą koncertową od czasów tournée HIStory World Tour zakończonego w 1997 roku. Na początku 2009 roku Jackson nagrał teledysk pod roboczą nazwą „Dome Project”, który miał być wyświetlany na żywo w Londynie. Na połowę lipca planowano zakończenie jego postprodukcji.
W wywiadzie dla Larry’ego Kinga amerykańska wokalistka pop Lady Gaga ujawniła, że miała być supportem króla popu podczas trasy koncertowej.

## Informacje o planowanych występach
| Data                | Miasto | Państwo         | Miejsce  |
| ------------------- | ------ | --------------- | -------- |
| Etap pierwszy: 2009 |        |                 |          |
| Europa              |        |                 |          |
| 13 lipca            | Londyn | Wielka Brytania | O2 Arena |
| 16 lipca            | Londyn | Wielka Brytania | O2 Arena |
| 18 lipca            | Londyn | Wielka Brytania | O2 Arena |
| 22 lipca            | Londyn | Wielka Brytania | O2 Arena |
| 24 lipca            | Londyn | Wielka Brytania | O2 Arena |
| 26 lipca            | Londyn | Wielka Brytania | O2 Arena |
| 28 lipca            | Londyn | Wielka Brytania | O2 Arena |
| 30 lipca            | Londyn | Wielka Brytania | O2 Arena |
| 1 sierpnia          | Londyn | Wielka Brytania | O2 Arena |
| 3 sierpnia          | Londyn | Wielka Brytania | O2 Arena |
| 10 sierpnia         | Londyn | Wielka Brytania | O2 Arena |
| 12 sierpnia         | Londyn | Wielka Brytania | O2 Arena |
| 17 sierpnia         | Londyn | Wielka Brytania | O2 Arena |
| 19 sierpnia         | Londyn | Wielka Brytania | O2 Arena |
| 24 sierpnia         | Londyn | Wielka Brytania | O2 Arena |
| 26 sierpnia         | Londyn | Wielka Brytania | O2 Arena |
| 28 sierpnia         | Londyn | Wielka Brytania | O2 Arena |
| 30 sierpnia         | Londyn | Wielka Brytania | O2 Arena |
| 1 września          | Londyn | Wielka Brytania | O2 Arena |
| 3 września          | Londyn | Wielka Brytania | O2 Arena |
| 6 września          | Londyn | Wielka Brytania | O2 Arena |
| 8 września          | Londyn | Wielka Brytania | O2 Arena |
| 10 września         | Londyn | Wielka Brytania | O2 Arena |
| 21 września         | Londyn | Wielka Brytania | O2 Arena |
| 23 września         | Londyn | Wielka Brytania | O2 Arena |
| 27 września         | Londyn | Wielka Brytania | O2 Arena |
| 29 września         | Londyn | Wielka Brytania | O2 Arena |
| Etap drugi: 2010    |        |                 |          |
| Europa              |        |                 |          |
| 7 stycznia          | Londyn | Wielka Brytania | O2 Arena |
| 9 stycznia          | Londyn | Wielka Brytania | O2 Arena |
| 12 stycznia         | Londyn | Wielka Brytania | O2 Arena |
| 14 stycznia         | Londyn | Wielka Brytania | O2 Arena |
| 16 stycznia         | Londyn | Wielka Brytania | O2 Arena |
| 18 stycznia         | Londyn | Wielka Brytania | O2 Arena |
| 23 stycznia         | Londyn | Wielka Brytania | O2 Arena |
| 25 stycznia         | Londyn | Wielka Brytania | O2 Arena |
| 27 stycznia         | Londyn | Wielka Brytania | O2 Arena |
| 29 stycznia         | Londyn | Wielka Brytania | O2 Arena |
| 1 lutego            | Londyn | Wielka Brytania | O2 Arena |
| 3 lutego            | Londyn | Wielka Brytania | O2 Arena |
| 8 lutego            | Londyn | Wielka Brytania | O2 Arena |
| 10 lutego           | Londyn | Wielka Brytania | O2 Arena |
| 12 lutego           | Londyn | Wielka Brytania | O2 Arena |
| 16 lutego           | Londyn | Wielka Brytania | O2 Arena |
| 18 lutego           | Londyn | Wielka Brytania | O2 Arena |
| 20 lutego           | Londyn | Wielka Brytania | O2 Arena |
| 22 lutego           | Londyn | Wielka Brytania | O2 Arena |
| 24 lutego           | Londyn | Wielka Brytania | O2 Arena |
| 1 marca             | Londyn | Wielka Brytania | O2 Arena |
| 3 marca             | Londyn | Wielka Brytania | O2 Arena |
| 6 marca             | Londyn | Wielka Brytania | O2 Arena |

Bilety na wszystkie koncerty były wyprzedane.

### Anulowane i przełożone koncerty
- 8 lipca 2009: Londyn, Wielka Brytania, O2 Arena; Anulowany (Potrzeba większego czasu na próby.) Przeniesiony na 13 lipca 2009[6][7]
- 10 lipca 2009: Londyn, Wielka Brytania, O2 Arena; Anulowany (Potrzeba większego czasu na próby.) Przeniesiony na 1 marca 2010[8]
- 12 lipca 2009: Londyn, Wielka Brytania, O2 Arena; Anulowany (Potrzeba większego czasu na próby.) Przeniesiony na 3 marca 2010[9]
- 14 lipca 2009: Londyn, Wielka Brytania, O2 Arena; Anulowany (Potrzeba większego czasu na próby.) Przeniesiony na 6 marca 2010[9]

## Lista utworów
Etap Pierwszy 2009:
- Opening
- Wanna Be Startin' Somethin'
- Jam
- They Don't Care About Us
- Human Nature
- Smooth Criminal
- The Way You Make Me Feel
- Jackson 5 Medley – I Want You Back/The Love You Save/I'll Be There
- Rock with You
- I Just Can't Stop Loving You
- Dangerous
- Black or White
- Dirty Diana
- Beat It
- Thriller
- Earth Song
- We Are the World/Heal the World
- You Are Not Alone
- Billie Jean
- Will You Be There
- Man in the Mirror

Etap Drugi 2010:
- Opening
- Wanna Be Startin' Somethin'
- Jam
- They Don't Care About Us
- Stranger In Moscow (od 7 stycznia 2010 )
- Smooth Criminal
- The Way You Make Me Feel
- Jackson 5 Medley – I Want You Back/The Love You Save/I'll Be There
- Off The Wall Rock with You „Don’t Stop ’Til You Get Enough
- I Just Can't Stop Loving You
- Dangerous
- Black or White
- Who Is It
- Beat It
- Thriller
- Earth Song
- We Are the World/Heal the World
- You Are Not Alone
- Billie Jean
- Will You Be There
- Man in the Mirror

## Wykonawcy

### Główny wykonawca
- Michael Jackson: główny wokalista, główny kierownik muzyczny, tancerz, choreograf

### Członkowie zespołu
- Orianthi Panagaris: gitara
- Thomas Organ: gitara rytmiczna
- Alfred Dunbar: bas
- Jonathan Moffett: perkusja
- Michael Bearden: instrumenty klawiszowe, kierownik muzyczny
- Morris Pleasure: instrumenty klawiszowe
- Bashiri Johnson: instrumenty perkusyjne

### Chór
- Dorian Holley
- Judith Hill
- Darryl Phinnesse
- Ken Stacey

### Tancerze
- Michael Jackson (a.k.a. King Of Pop)
- Daniel Yao
- Nicholas Bass
- Daniel Celebre (a.k.a. Da FunkyMystic)
- Mekia Cox
- Chris Grant (a.k.a. Kriyss Grant)
- Misha Hamilton
- Shannon Holtzapffel
- Devin Jamieson
- Charles Klapow
- Ricardo Reid (a.k.a. Dres Reid)
- Danielle Rueda Watts
- Tyne Stecklein
- Timor Steffens (a.k.a. Timor Dance)

### Produkcja
- Kenny Ortega
- Alif Sankey
- Michael Cotten
- Michael Curr
- Travis Payne & Michael Jackson: choreografia
- Stacy Walker: choreograf
- Tony Testa: choreograf
- Patrick Woodroffe: oświetlenie
- David Elsewhere: nauczyciel tańca
- Gregg Smith: kasting
- Karen Faye Heinze: włosy i makijaż
- Michael Bush: kostiumy
- AEG Live: promotor